# 平武城隍廟北嶽殿
平武城隍廟北岳殿位於四川省平武縣城内。1980年7月7日作為平武報恩寺的附屬項目列為四川省重新公佈的第一批文物保護單位（名單誤定為昭忠祠）。
平武縣城隍廟之北嶽殿，系明代建築，或可是明代城隍廟一部之遺蹟。1951年在打倒神權，破除迷信的土改運動中，搗毀了神像，廟產充公。原來看廟的老道士奉道、趙道先後羽化（死亡），解放時的李道、柳道還俗，在今枕流當了農民。沈道入手工業合作社。城隍廟於1959年拆除（只保存北嶽殿明代建築），建起了龍安鎮小學校。